# NGC 2156
NGC 2156 (другое обозначение — ESO 57-SC59) — рассеянное скопление в созвездии Золотая Рыба.
Этот объект входит в число перечисленных в оригинальной редакции «Нового общего каталога».
Результаты исследования начальной функции масс скопления дают массы звёзд NGC 2156 около 0,6 масс Солнца. Возраст скопления составляет около 49 миллионов лет.